# یواس‌اس وربنا (۱۸۶۴)
یواس‌اس وربنا (۱۸۶۴) (به انگلیسی: USS Verbena (1864)) یک کشتی بود که طول آن ۷۴' بود. این کشتی در سال ۱۸۶۴ ساخته شد.